# Бутоньерка

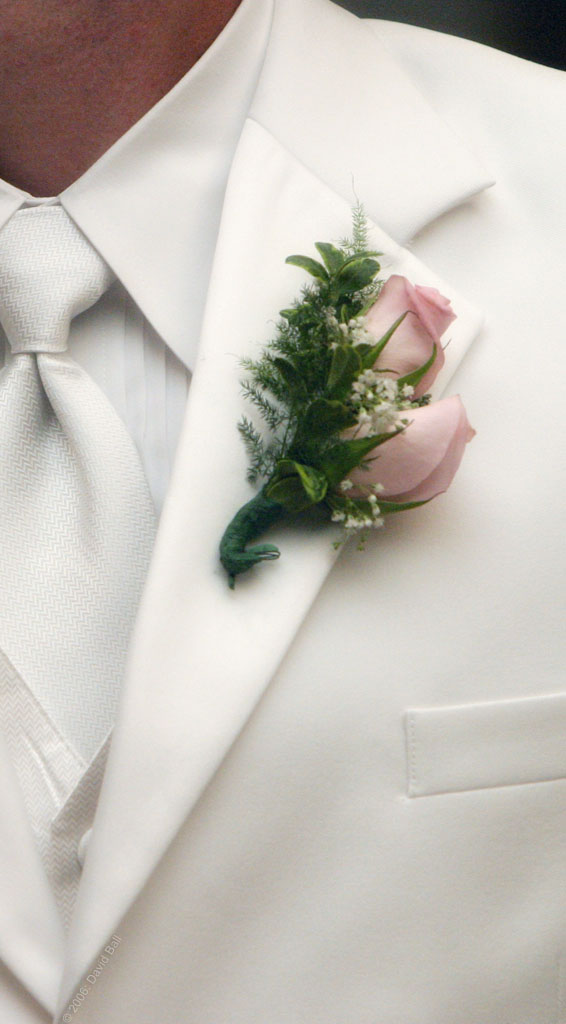
Бутоньерка

Бутонье́рка (фр. boutonnière — цветок в петлице) — один или несколько цветков или бутонов (обычно гвоздики или розы), собранных в маленький букет, вставленный в петлицу, аксессуар мужского костюма, который разнообразит его цветовую гамму.

## История
Традиция носить один или несколько цветов, приколотых у ворота мужского костюма, восходит к XVI веку, в ту эпоху считалось, что подобным образом можно отвратить невезение, спастись от «дурного глаза». Бутоньерка выступала «мужским» свадебным букетом, и была призвана защитить своего владельца от болезней и замаскировать дурной запах.
В конце XVIII века мужской костюм претерпел кардинальные изменения. Европейская мужская мода (в том числе и законодатели мод — французы) восприняла английскую модель костюма — сюртук, бриджи и ботинки. В этот период в верхней петле сюртуков стали носить крупные цветы. Вскоре стало модным оставлять верхние пуговицы сюртуков расстегнутыми, борта отворачивались и образовывали лацканы, на один из которых прикреплялась бутоньерка. Во времена Французской революции красная гвоздика в петлице дворян, поднимавшихся на эшафот, символизировала их бесстрашие. Начиная с 40-х годов XIX века красную гвоздику стали носить представители рабочего движения на политических демонстрациях, так называемых маёвках, когда красные флаги были под запретом. В начале XX века в Российской империи уже сама красная гвоздика оказалась под частичным запретом: на 1 мая этот цветок невозможно было найти в магазинах.
На рубеже XVIII—XIX веков, под влиянием идей романтизма, возрос интерес ко всему природному, естественному, загадочному и прекрасному окружающему миру. Бутоньерка стала очень модным аксессуаром в качестве яркого акцента для мужского костюма, к тому времени ставшего очень сдержанным в цветовом решении. К концу XIX века бутоньерка была отличительным знаком человека, внимательно относящегося к своему внешнему виду. Цветок на лацкане был таким же необходимым мужским аксессуаром, как цепочка для часов, портсигар и булавка, украшенная драгоценными камнями.

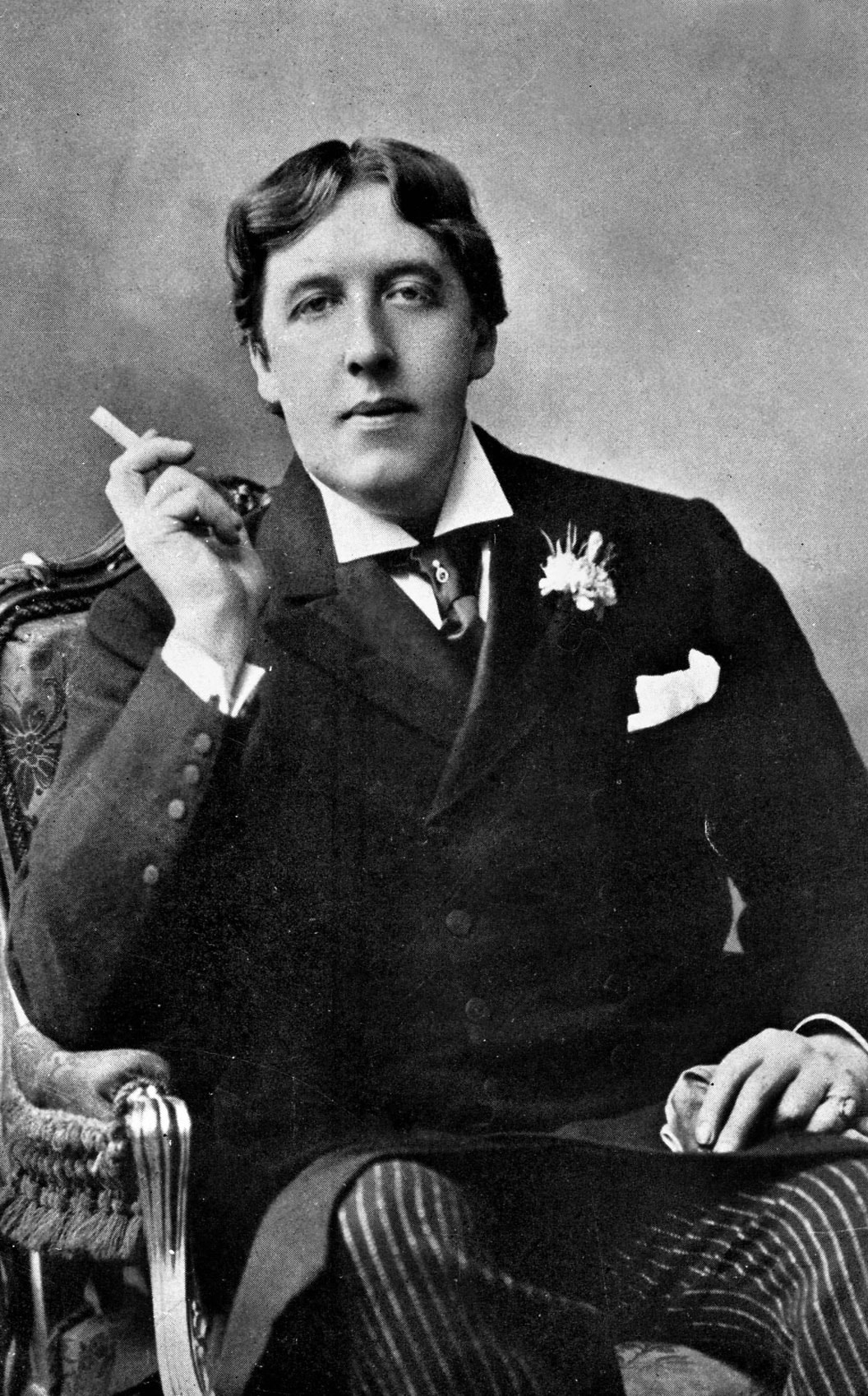
Оскар Уайльд

В XIX веке экстравагантная бутоньерка стала символом денди. В ряд ярких аксессуаров, которые добавлялись к костюму чёрного или синего цвета и делали облик настоящего денди полностью завершённым и запоминающимся: запонки бриллиантовые или с бирюзой; красный жилет Теофиля Готье, перчатки того же цвета Барбе д'Оревильи; входила и зелёная бутоньерка. Без цветка в петлице не появлялся на публике Оскар Уайльд, которому принадлежит высказывание, что «хорошо подобранная бутоньерка — единственная связь между искусством и природой». Гвоздику зелёного цвета, олицетворение «чистого искусства», надел Оскар Уайльд на премьере «Веера леди Уиндермир», она сменила цветок лилии или подсолнуха, который он носил в руках как символ нарциссизма. В начале XX века в России новые эстеты — футуристы, пародируя стиль отечественного богемного дендизма, вставляли в петлицы деревянные ложки.
Обычай носить цветок на лацкане, как напоминание о временах La Belle Époque, остался и после двух мировых войн. В кинематографе первой половины XX века пропагандировался элегантный и в то же время мужественный образ, одним из важнейших аксессуаров которого была и бутоньерка. Чёрные костюмы киногероев в исполнении Кэри Гранта и Кларка Гейбла всегда оттенялись сдержанной бутоньеркой.

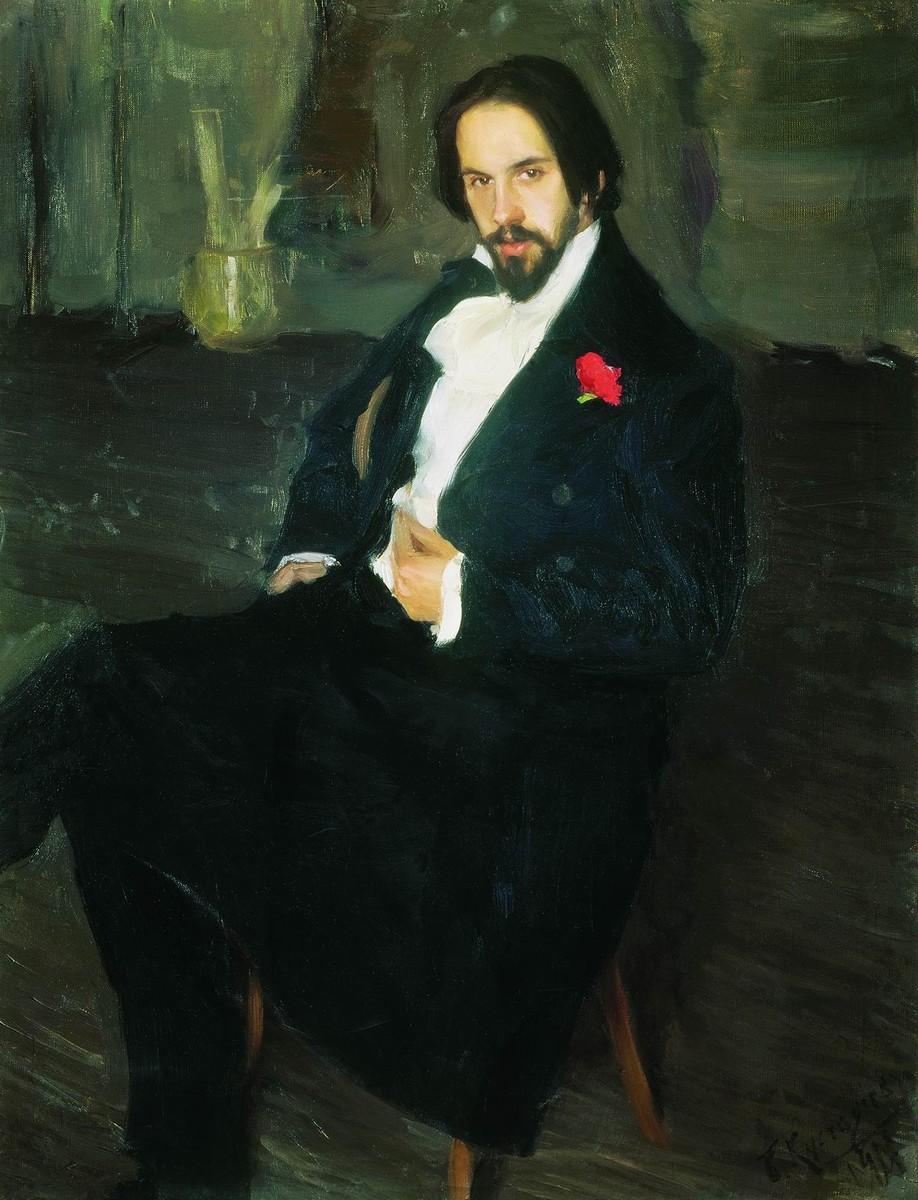
Б. Кустодиев. Портрет И. Я. Билибина. 1901. Бутоньерка на лацкане сюртука

В своей классической форме бутоньерка — это один цветок или бутон, которые носят на левом лацкане смокинга или пиджака. Гвоздика, в том числе гвоздика турецкая, была самым популярным выбором для дневной бутоньерки, потому что этот цветок мог выглядеть свежим даже после целого дня, проведённого без воды. Кроме того немаловажную роль играла его дешевизна и повсеместная распространённость. Для вечернего костюма бутоньерка требуется всего на несколько часов, поэтому выбор цветов для украшения более широк. Вечерние бутоньерки изготавливаются из орхидей, гардений, белых (при этом достигается классическое сочетание цветов: чёрного и белого) или красных роз. Сезонные цветы, используемые для бутоньерок — ландыш и василёк.
В прошлом бутоньерки часто дополняли мужской костюм, в настоящее время их носят в повседневной жизни желающие подчеркнуть индивидуальность своего стиля, либо в особых случаях, когда ситуация требует формального стиля одежды, например, выпускной вечер, танцевальный бал, свадьба, День памяти павших в странах Содружества, похороны. Женский костюм с пиджаком или жакетом также может иметь петлицу для бутоньерки. В то же время некоторые современные производители костюмов выпускают их без петли на лацкане, иногда считается, что петля на лацкане — серьёзный недостаток в мужском костюме.

## Правила ношения бутоньерки
В настоящее время выбор стиля бутоньерки не ограничивается жёсткими рамками — приемлем любой вариант от классического до фантазийного и даже экстравагантного. Главное правило: цветы для бутоньерки должны быть высокого качества и свежие. Чтобы сохранить свежесть срезанных цветов, флористы советуют подержать их 4—5 часов в воде, хранить заранее заготовленные в холодильнике, обёрнутыми в полиэтиленовую плёнку, обработать срезы стеблей воском. Традиционно бутоньерка вставлялась в петлю на лацкане (слева, на той же стороне, что и носовой платок), а ножка цветка удерживалась на месте нитяной петелькой на задней части лацкана. Иногда петля для бутоньерки исполняется не обычной формы, а в виде «замочной скважины». Чашечка цветка, если она ярко выражена как, например, у гвоздики, должна полностью входить в петлю, чтобы плотно прилегать к поверхности лацкана. Петля в идеале должна быть более 1 дюйма в длину, чтобы в ней было достаточно места для чашечки цветка стандартного размера. Если чашечка не поместится в петлю, то цветок не зафиксируется, и будет видна лишь его боковая часть, тогда как он должен быть развёрнут фронтально. Некоторые современные авторы советуют закреплять бутоньерку булавкой или магнитом, однако крепление булавкой, тем более неоднократное, может испортить ткань костюма.

## Современные бутоньерки

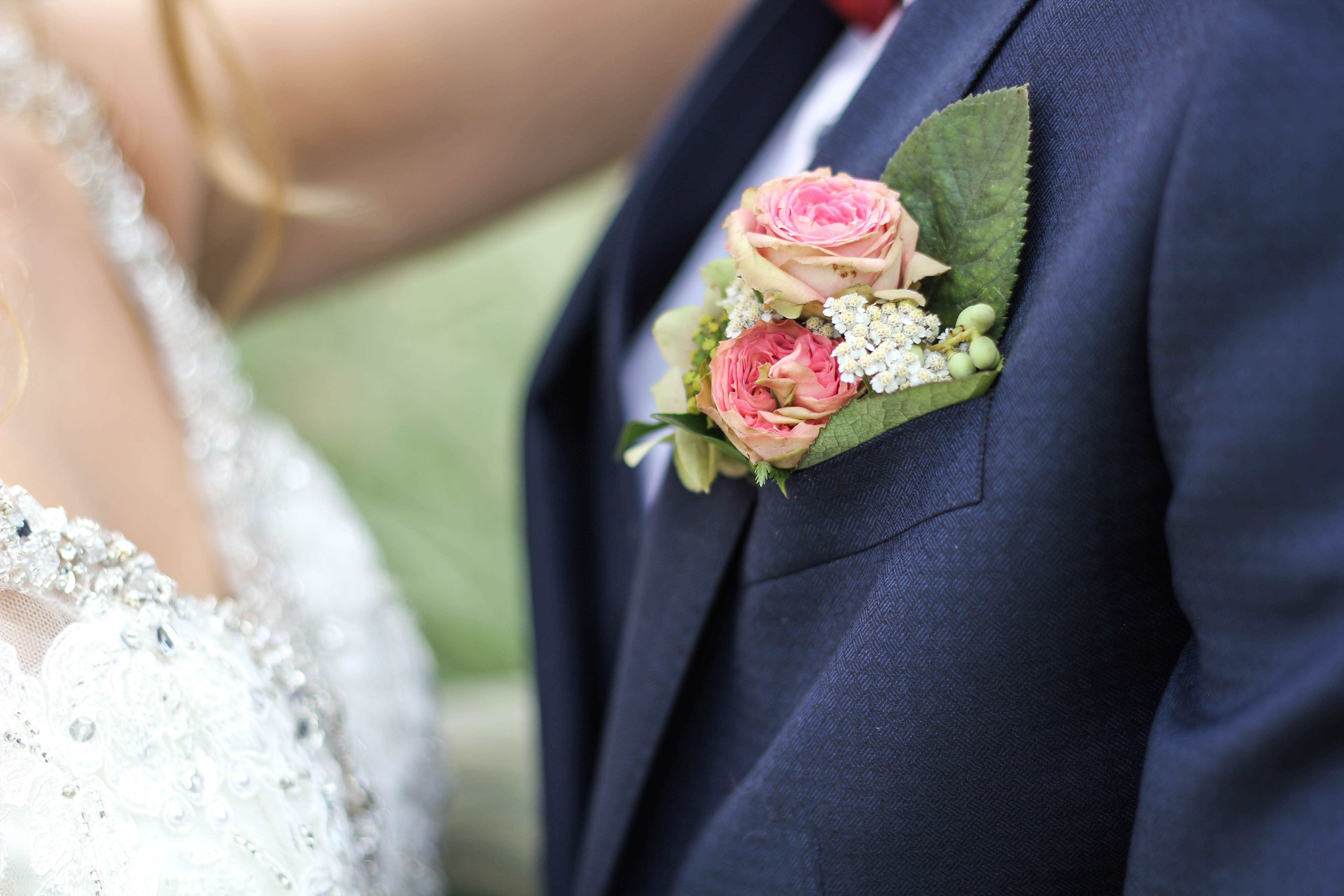
Бутоньерка на костюме жениха

Бутоньерка для свадебного костюма жениха должна дополнять букет невесты. Наиболее распространённые цветы для свадебной бутоньерки — это ландыш или небольшая орхидея или букет с миниатюрной розой с гипсофилой и зеленью. Бутоньерки для отца невесты и шафера должны быть такими же, как бутоньерка жениха. Другим гостям-мужчинам рекомендуются гвоздики, душистый горошек, миниатюрные белые розы.
Обойти главную проблему бутоньерки из живых цветов — недолговечность — помогают искусственные материалы или сухоцветы. В настоящее время для свадебных торжеств предлагают бутоньерки из самых неожиданных материалов: полимерной глины, атласных лент и других тканей, фоамирана. Они могут декорироваться бусинами, стразами и бисером.
Бутоньерка в женском гардеробе — маленький односторонний букет искусственных цветов и листьев из ткани, кожи и резины. Обычно имитируются ландыш, сирень, цикламен, фиалка, роза, хризантема, нарцисс и тюльпан.